# 佐伯梅友
佐伯 梅友（さえき うめとも、1899年1月13日 - 1994年10月12日）は、日本の国語学者。学位は、文学博士（東京教育大学・1954年）。東京教育大学教授・大東文化大学教授・同学長を歴任。

## 経歴
埼玉県比企郡小川町生まれ。1922年に東京高等師範学校を卒業。その後、女子学習院助教授を務めたのち、1926年に京都帝国大学文学部文学科に入学。国語学を専攻し、卒業論文「萬葉集の助詞について」をまとめて、1928年に卒業。
その後、成蹊学園勤務を経て、1931年京都府立医科大学予科教授になり、国語漢文を担当する。1942年に東京文理科大学助教授になる。1954年「上代国語法研究」で東京教育大学より文学博士の学位を取得。戦後、東京教育大学教授、1961年大東文化大学教授、1969年学長。1975年、勲三等旭日中綬章受章。
上代・中古の語法、文法を研究し、文法書を多く著し、辞書も編纂、ほか古典文学の校注多数。

## 著書

### 単著
- 萬葉語研究　文學社 1938
- 國語史要　武蔵野書院 1949
- 國語要講　武蔵野書院 1949
- 奈良時代の國語　三省堂出版 1950
- 国語概説　秀英出版 1959
- 万葉語研究　有朋堂 1963
- 上代国語法研究 大東文化大学東洋研究所 1966
- 佐伯文法 形成過程とその特質 森野宗明編 三省堂 1980
- 古文読解のための文法 三省堂 1988／ちくま学芸文庫 2019

### 編著・校訂
- 新校萬葉集 澤瀉久孝共編 楽浪書院 1937
- 古今相聞往來歌 校註萬葉集 巻第11、12 東京武蔵野書院 1940
- 万葉集 全5巻 藤森朋夫、石井庄司共編　朝日新聞社 1947 - 1955（日本古典全書）
- 中等文法　口語・文語　全2巻[9]　三省堂編集所編（編集委員長。編集委員　金田一京助、竹田復）　三省堂 1948
- 堤中納言物語 大日本雄弁會講談社 1949（新註国文学叢書）
- 源氏物語新抄 武蔵野書院 1950
- 国文解釈の方法と技術 池田亀鑑、吉田精一共編 改訂版 至文堂 1954
- 堤中納言物語新釈 藤森朋夫共編 明治書院 1956
- 現代漢字辞典 小学館 1956
- 角川漢和辞典 石井庄司共編 角川書店 1956 2版
- 古文解釈のための古典文法要講 福島邦道共編 武蔵野書院 1959
- 新選国語辞典 金田一京助共編 小学館 1959
- 和泉式部集全釈 村上治、小松登美共編 東宝書房 1959
- 新解漢字辞典 小学館 1963
- かげろふ日記総索引 伊牟田経久共編 風間書房 1963
- 反対語辞典 集英社 1963
- 新校かげろふ日記 伊牟田経久共編 風間書房 1964
- 講談社古語辞典 馬淵和夫共編 講談社 1969 のち学術文庫
- 基礎古語辞典 桐原徳重共編 教育出版 1975
- 例解古語辞典 三省堂 1980
- 古今和歌集 岩波文庫 1981
- 徒然草 創英社 1986（全対訳日本古典新書）
- 源氏物語講読 武蔵野書院 1991-92

### 記念論集
- 国語学論集 佐伯梅友博士古稀記念国語学論集刊行会 表現社 1969
- 国語学論集 佐伯梅友博士喜寿記念国語学論集刊行会 表現社 1976